# Tomates farcies
Les tomates farcies  sont une spécialité culinaire traditionnelle des cuisines du bassin méditerranéen français. Ce plat est composé de riz, de farce à la viande, de tomates et d'herbes fraîches mais il est également possible de remplacer la farce à la viande par une aux légumes ou aux herbes. Ce plat est un dérivé des tomates à la provençale et fait partie d’une des recettes, se trouvant dans les farcis composés eux, de plusieurs autres types de légumes en plus des tomates.

## Histoire
Les tomates arrivent à Paris en 1790, pour autant elles n'ont pas bonne presse lors de leurs arrivé en Europe et en France.
Cette recette de tomates farcies est originaire de Grèce et est généralement préparée avec les choses que les personnes ont sous la main. Par conséquent, elles utilisent des restes, et c'est alors  devenu un plat populaire. Le plat est popularisé par plusieurs chefs et écrivains français comme Alexandre Balthazar Laurent Grimod de La Reynière en 1803 dans son livre Almanach des gourmands. Paul Bocuse a aussi mis en avant ce plat en 1976 dans son livre La Cuisine du marché, puis plus tard Philippe Etchebest et d'autres cuisiniers français.

## Préparation

### Ingrédients
Les ingrédients varient en fonction des envies mais la tomate farcie est principalement faite de tomates, de farce qui peut être aux légumes, à la viande, ou aux herbes. Le choix de la tomate joue un rôle dans la présentation et le goût du plat.
Il faut des assez grosses tomates, contenant beaucoup de chair. De la farce à la viande pour des tomates farcies non végétariennes ou des légumes pour les faire végétariennes, des herbes aromatiques et herbes de Provence, huile d'olive, gousse d'ail, échalote et du riz. Chaque ingrédient peut changer en fonction des personnes, des préférences.

### Préparation
Laver les tomates, découper leur chapeau puis creuser la chair de la tomate. Hacher les échalotes et la gousse d’ail, déposer la farce à la viande ou aux légumes dans un récipient et mélanger le tout en y rajoutant de l’huile d'olive, des herbes de Provence, le sel et le poivre. Et enfin mélanger la farce avec le riz déjà cuit et la chair des tomates. Garnir les tomates avec la préparation et refermer les avec leurs chapeaux. Déposer les tomates dans un plat et mettez-les dans un four chaud à 180°C pendant une cinquantaine de minutes pour que les tomates farcies soient bien cuites. 

## Accompagnement
La tomate est un fruit plutôt acide, y compris lorsque sa chair est cuite, comme dans le cas des tomates farcies. Le vin rouge doit alors avoir un tanin pas trop agressif. Le vin doit être choisi aussi en fonction de la garniture (viande ou légume)[réf. souhaitée].
Par conséquent, un vin rouge gourmand aux tanins souples s'accorde parfaitement et ce type d'arômes se retrouve dans plusieurs appellations différentes, comme le vin rouge du Beaujolais, certains vins du nord de l'Italie ou du centre de l'Espagne. Les tomates farcies peuvent également être accompagnées de vin rosé fruité, rappelant les tomates. Un vin rosé du Languedoc, de la Vallée du Rhône ou de la Provence est donc conseillé pour accompagner un plat de tomates farcies.